# 松本昌子 (アニメーター)
松本 昌子（まつもと まさこ）は、日本のアニメーター。

## 参加作品

### テレビアニメ
2007年
- 東京魔人學園剣風帖 龍龍（作画監督）

2008年
- 喰霊-零-（原画）
- もえがく★5（原画）

2009年
- 聖剣の刀鍛冶（作画監督・原画）
- にゃんこい!（OP原画）

2011年
- 放浪息子（小物設定・衣装デザイン協力・作画監督）
- R-15（衣装デザイン・作画監督）
- デッドマン・ワンダーランド（作画監督）

2012年
- えびてん 公立海老栖川高校天悶部（総作画監督・作画監督）

2013年
- 銀の匙 Silver Spoon（作画監督） - 第1期のみ

2014年
- アルドノア・ゼロ（2014年 - 2015年、キャラクターデザイン・総作画監督・作画監督）

2015年
- GATE 自衛隊 彼の地にて、斯く戦えり（作画監督）
- 櫻子さんの足下には死体が埋まっている（作画監督）

2017年
- Re:CREATORS（メインアニメーター・作画監督）

2018年
- アイドリッシュセブン（2018年 - 2021年、作画監督） - 3シリーズ
- やがて君になる（総作画監督・作画監督）

2019年
- ロード・エルメロイII世の事件簿 -魔眼蒐集列車 Grace note-（総作画監督・作画監督）

2021年
- ロード・エルメロイII世の事件簿 -魔眼蒐集列車 Grace note- 特別編“ウェイバーと同窓会と幻灯機”（メインアニメーター・作画監督）

2023年
- オーバーテイク!（キャラクターデザイン・総作画監督・作画監督）

### OVA
2009年
- 異世界の聖機師物語（プロップデザイン・キャラクター作画監督・原画）